# گروه اومنی
گروه اومنی (انگلیسی: The Omni Group) شرکت نرم‌افزار آمریکایی است، که در سال ۱۹۸۹ تأسیس شد.